# Alice Hoffman
Pour les articles homonymes, voir Hoffman.
Alice Hoffman, née le 16 mars 1952 à New York, aux États-Unis, est une romancière américaine. Elle est notamment connue pour le roman Practical Magic adaptée au cinéma sous le titre Les Ensorceleuses avec Sandra Bullock et Nicole Kidman dans le rôle des sœurs opposées.

## Biographie
Alice Hoffman naît à New York et grandit à Long Island. Elle obtient un baccalauréat universitaire ès lettres de l’université Adelphi, puis une maîtrise universitaire ès lettres en écriture créative à l’université Stanford.
Elle publie un premier roman, La Nuit du loup (Property Of, 1977) à la fin de sa maîtrise et s’oriente vers une carrière de romancière à la suite du succès rencontré par ce titre. Écrivain prolifique, elle signe de nombreux romans, mêlant le réalisme magique, la fiction historique et le récit policier aux styles littéraires de l’imaginaire.
En 1983, elle écrit le scénario du film Independence Day, réalisé par Robert Mandel.
Plusieurs de ses romans ont été adaptés au cinéma, le plus connu étant, en 1998, le film Les Ensorceleuses, réalisé par Griffin Dunne, d’après le roman Practical Magic, avec Sandra Bullock et Nicole Kidman dans le rôle de sœurs que tout opposent.
Alice Hoffman réside actuellement à Boston et poursuit sa carrière de romancière.

## Œuvre

### Romans
- Property Of (1977) Publié en français sous le titre La Nuit du loup, traduction de Martine Laroche, Le Paradou, Actes Sud, 1988, réédition Paris, J’ai lu no 2803, 1990
- The Drowning Season (1979) Publié en français sous le titre La Saison du noyé, traduction de Marie-Odile Fortier-Masek, Paris, Flammarion, 2001
- Angel Landing (1980)
- White Horses (1982) Publié en français sous le titre Les Cavaliers de la nuit, traduction d’Yvan Comeau, Paris, Flammarion, 1994, réédition Paris, J’ai lu no 4116, 1996
- Fortune's Daughter (1985) Publié en français sous le titre L’Enfant du hasard, traduction de Mimi Perrin, Paris, R. Laffont, 1992, réédition, Paris, J’ai lu no 3465, 1993
- Illumination Night (1987)
- At Risk (1988) Publié en français sous le titre La Ville qui avait peur d’une enfant, traduction de Bernadette Lacroix, Paris, R. Laffont, 1988, réédition, Paris, Presses Pocket no 3289, 1990
- Seventh Heaven (1990) Publié en français sous le titre La Maison de Nora Silk, traduction de Madeleine Thuot, Paris, Flammarion, 1992, réédition, Paris, J’ai lu no 3611, 1997
- Turtle Moon (1992) Publié en français sous le titre La Lune tortue, traduction d’Anna Gibson, Paris, Flammarion, 1993, réédition Paris, J’ai lu no 4499, 1997
- Second Nature (1994) Publié en français sous le titre Seul parmi les loups, traduction d’Anna Gibson, Paris, Belfond, 1995
- Practical Magic (1995) Publié en français sous le titre Drôle de meurtres en famille, traduction de Marie-Odile Fortier-Masek, Paris, Flammarion, coll. État de choc, 1996, réédition sous le titre Les Ensorceleuses, Paris, Flammarion, 1998, réédition Paris, J’ai lu no 5039, 1999
- Here on Earth (1997) Publié en français sous le titre Un instant de plus ici-bas, traduction de Carole Reyes, Paris, Éd. de l’Archipel, 2000, réédition, Paris, Archipoche, 2010
- Local Girls (1999) Publié en français sous le titre Mes meilleures amies, traduction de François Vidonne, Paris, Éd. de l’Archipel, 2001, réédition, Paris, Éd. de la Seine, coll. Je sais et alors !, 2006, réédition, Paris, Archipoche, 2007
- The River King (2000) Publié en français sous le titre Le Roi du fleuve, traduction de Florence Bellot, Paris, Flammarion, 2004
- Blue Diary (2001) Publié en français sous le titre Un secret bien gardé, traduction de Pierre Ménard, Paris, Flammarion, 2002
- The Probable Future (2003) Publié en français sous le titre Prémonitions, traduction de Pierre Ménard, Paris, Flammarion, 2006
- Blackbird House (2004)
- The Ice Queen (2005)
- Skylight Confessions (2007)
- The Third Angel (2008) Publié en français sous le titre Le Troisième Ange, traduction de Béatrice Roudet-Marçu, Paris, J. C. Lattès, 2010
- The Story Sisters (2009)
- The Red Garden (2011)
- The Dovekeepers (2011)
- The Museum of Extraordinary Things (2014)
- Nightbird (2015)
- The Marriage of Opposites (2015)Publié en français sous le titre Un mariage contre nature, traduction de Nadine Gassie, Paris, Slatkine & Cie, 2016
- Faithful (2016)
- The Rules of Magic (2017)
- The World That We Knew (2019)
- Magic Lessons (2020)
- The Book of Magic (2021)
- The Invisible Hour (2023)

### Recueil de nouvelles
- Blackbird House (2004)

### Romans pour la jeunesse
- Aquamarine (2001)
- Indigo (2002)
- Green Angel (2003)
- The Foretelling (2005) Publié en français sous le titre La Prédiction, traduction de Catherine Gibert, Paris, Gallimard, coll. Scripto, 2006
- Incantation (2006) Publié en français sous le titre Incantation, traduction de Catherine Gibert, Paris, Gallimard, coll. Scripto, 2008
- Green Witch (2010)

### Livres illustrés
- Fireflies: A Winter's Tale (illustrations de Wayne McLoughlin) (1999)
- Horsefly (illustrations de Steve Johnson et Lou Fancher) (2000)
- Moondog (avec Wolfe Martin; illustrations de Yumi Heo) (2004)
- Mother’s Day (illustrations de Maggie Stern) (2004)

## Filmographie

### Comme auteur adaptée
- 1998 : Les Ensorceleuses (Practical Magic), film américain réalisé par Griffin Dunne, d’après le roman éponyme, avec Sandra Bullock, Nicole Kidman, Stockard Channing, Dianne Wiest, Evan Rachel Wood et Goran Višnjić.
- 2004 : Sudbury, épisode pilote américain réalisé par Bryan Spicer, d’après le film Les Ensorceleuses de Griffin Dunne, avec Kim Delaney, Jeri Ryan, Kat Dennings, Gage Golightly et Nolan Gerard Funk.
- 2005 : The River King, film américain réalisé par Nick Willing, d’après le roman éponyme, avec Edward Burns, Rachelle Lefèvre et Jennifer Ehle.
- 2006 : Aquamarine, film américano-australien réalisé par Elizabeth Allen, d’après le roman éponyme, avec Sara Paxton, Emma Roberts, Arielle Kebbel et JoJo.

### Comme scénariste
- 1983 : Independence Day, film américain réalisé par Robert Mandel, d’après un scénario original d’Alice Hoffman, avec Kathleen Quinlan, David Keith, Cliff De Young, Frances Sternhagen et Dianne Wiest.

## Prix et distinctions
- Prix Hammett 1992 du meilleur premier roman pour Turtle Moon.
- Oprah's Book Club : livre du mois de mars 1998 pour Here on Earth.
- Nomination au Frank O'Connor International Short Story Award (en) 2005 pour Blackbird House.